# Nematoproctus javanus
Nematoproctus javanus är en tvåvingeart som beskrevs av Meijere 1916. Nematoproctus javanus ingår i släktet Nematoproctus och familjen styltflugor. Inga underarter finns listade i Catalogue of Life.